# Nguyễn Hữu Cơ
Nguyễn Hữu Cơ (Hán tự: 阮有機; 1804-?) là một danh sĩ và đại thần triều Nguyễn. Ông đỗ Đình nguyên Hoàng giáp khoa thi Hội năm Ất Mùi 1835, quan trường đến chức Tổng đốc An Hà, nhưng do để quân Pháp chiếm thành Châu Đốc, bị triều đình biếm truất.

## Thân thế sự nghiệp
Ông sinh năm Giáp Tý 1804, người xã Tống Xá Hạ, tổng An Lưu, huyện Giáp Sơn, phủ Kinh Môn, tỉnh Hải Dương (nay thuộc làng Tống Xá xã Thái Thịnh, huyện Kinh Môn, tỉnh Hải Dương). Ông đỗ Cử nhân năm Giáp Ngọ, niên hiệu Minh Mạng thứ 15 1834, năm sau thi Hội, được xếp đỗ Đình nguyên Hoàng giáp.
Sau khi thi đỗ, ông được triều đình bổ dụng làm Hàn lâm viện Kiểm thảo. Cuối năm 1842, ông thự Viên ngoại lang bộ Hộ, do có công tố giác Thư lại bộ Hộ Trần Đình Hưng làm giả giấy tờ, mạo lĩnh tiền công, được đặc cách cho thực thụ đường thuộc bộ Hộ, sau thăng lên quyền Lang trung ty Kinh trực bộ Hộ. Năm 1845, ông được bổ làm quyền Án sát Phú Yên, năm sau thăng Án sát, sau thăng Bố chính Quảng Bình, rồi Tuần phủ Thuận Khánh, kiêm lĩnh chức Bố chính.
Khi quân Pháp đánh thành Gia Định, ông bấy giờ là Tuần phủ Thuận Khánh, phái người đem quân đến tiếp ứng và cho tổ chức huấn luyện dân dũng để dự bị, nhưng triều đình không chấp nhận. Ông được đổi về làm Hữu tham tri bộ Hộ, không lâu sung làm Tuần phủ Quảng Ngãi, rồi lại bổ lại làm Tuần phủ Thuận Khánh, sau đó đổi về thự Thượng thư bộ Lễ, rồi lại lĩnh chức Tuần phủ Thuận Khánh, thăng thự Thượng thư bộ Binh.
Năm 1866, ông được triều đình thăng hàm thực thụ Thượng thư bộ Binh, đổi bổ làm Tổng đốc An Hà. Trong lúc vào nhậm chức, nhân có việc Tổng đốc An Hà mới bị cách chức là Phan Khắc Thận đánh úp Acha Xoa ở núi Tốn thuộc An Giang, đem giải giao cho quân Pháp. Trên đường đi gặp Nguyễn Hữu Cơ, ông bảo đem trở lại, nhưng Tổng đốc Trương Văn Uyển sợ sinh ra trở ngại khác, nên hai ba lần giục, (Khắc Thận) bèn giải giao cho Pháp . Khi vào đến Gia Định, bấy giờ đã được triều đình nhượng cho Pháp, nhân việc người Pháp trách cứ về việc triều đình không quyết liệt trong việc truy bắt Võ Duy Dương, ông lựa lời bao che, khi vào đến Vĩnh Long, ông bàn với Phan Thanh Giản tìm cách đưa các nghĩa quân của Thiên hộ Dương sung vào lính thú thay vì giao nộp cho quân Pháp. Vì việc này, về sau ông bị Phan Thanh Giản đàn hặc, phải bị giáng 2 cấp, nhưng vẫn lưu chức.
Khi triều đình bàn luận việc thương thuyết chuộc 3 tỉnh miền Đông Nam Kỳ, có triều thần xin phái ông cùng với Phan Thanh Giản vào Gia Định hội bàn, vua Tự Đức chê rằng: "Các ông cũng chưa biết hay sao? Nguyễn Hữu Cơ là người thế nào, mà có thể chống với tướng Pháp được, xem tờ tâu gần đây, trước thì sơ suất, sau thì cuống quít đã có thể biết, lại cùng Phan Thanh Giản không hợp, sao được việc được?"
Sự việc càng tồi tệ hơn, khi quân Pháp dùng quỷ kế đoạt 3 tỉnh miền Tây Nam Kỳ. Nửa đêm 19 tháng 6 năm 1867, Đô đốc Pháp là De Lagrandière đem binh thuyền từ Định Tường đến Vĩnh Long, đưa tối hậu thơ cho Phan Thanh Giản bảo phải nhường ba tỉnh miền Tây. Khi Phan Thanh Giản cùng với Án sát Võ Đoãn Thanh, xuống tàu L’Ondine thương thuyết, De Lagrandière buộc ông phải nhường ba tỉnh miền Tây cho Pháp và phải giao tỉnh Vĩnh Long nội trong 2 tiếng đồng hồ. Trước tình hình đó, Phan Thanh Giản bằng lòng và viết văn thư gửi cho Tổng đốc An Hà Nguyễn Hữu Cơ để giao thành An Giang và Hà Tiên cho Pháp. Đêm 21 tháng 6 năm 1867 (21 tháng Năm Đinh Mão), quân Pháp tiến đến thành Châu Đốc, cũng dùng thủ đoạn cũ, gọi Tổng đốc Nguyễn Hữu Cơ xuống tàu nhận thư của Kinh lược Phan Thanh Giản sau đó tiến vào thành mà không phải nổ một phát súng.
Thế là thành Vĩnh Long mất vào sáng ngày 20 tháng 6 năm, thành Châu Đốc mất đêm 21 rạng 22 và thành Hà Tiên mất sáng sớm ngày 24. Phan Thanh Giản sau đó tự sát. Các quan lại ba tỉnh miền Tây, trong đó có Nguyễn Hữu Cơ, bị quân Pháp bắt xuống tàu chở về Vĩnh Long, sau đó đưa ra Bình Thuận giao trả lại cho triều đình Huế.
Triều đình đổ hết mọi tội lỗi lên đầu các quan lại của ba tỉnh miền Tây. Nguyễn Hữu Cơ bị kết tội đánh 100 trượng, đồ 3 năm, nhưng vì già yếu, nên cho chiểu lệ nộp tiền chuộc tội.
Tài liệu sau đó không ghi chép thêm về việc ông làm Bang biện tỉnh vụ Hải Dương khi nào. Ông qua đời khi nào cũng không rõ.